# 平番县
平番縣，為清朝於甘肅省設置的縣級行政區劃，屬於涼州府。

## 沿革
雍正二年（1724年），將涼州衛升格建置涼州府，並將原莊浪千戶所改置平番縣，位於涼州府城東南方三百三十里。行政考語為「繁、疲、難」。清朝平番縣管轄莊浪驛、大通驛、通遠驛、鎮羌驛、平城驛等五處驛站。
平番縣轄古城土司、連城土司等二個土司，位在縣城西140里。平番知縣下設縣丞（分縣）駐於西大通。平番縣境內世襲土官，古城土司、連城土司各設指揮使（正三品）1員、紅山堡指揮僉事（正四品）1員，千戶（正五品）1員，副千戶（從五品）1員，百戶（正六品）2員。
平番縣管轄熟番（藏民）36族、番寺14所，原有人丁十餘萬，同治陝甘回亂（1862年－1873年）後僅剩餘一千餘丁。番千戶至晚清時管理番民15族，1,159戶。
民國十六年（1927年），平番縣更名為永登縣。